# Laurent Henquet
Laurent Henquet (Charleroi, 16 januari 1958) is een Belgisch politicus van de MR.

## Levensloop
Beroepshalve werd Henquet leraar Latijn, Grieks, Godsdienst en Lichamelijke Opvoeding en directeur van het Institut Saint-Louis in Namen.
Sinds 2012 is hij gemeenteraadslid van Fernelmont. Tevens was hij van 2014 tot 2019 lid van het Waals Parlement en het Parlement van de Franse Gemeenschap ter opvolging van Anne Barzin, die gecoöpteerd senator werd. Bij de Waalse verkiezingen van mei 2019 stond Henquet als eerste opvolger op de MR-lijst voor het arrondissement Namen.